# 887 هـ
887 هـ هي سنة في التقويم الهجري امتدت مقابلةً في التقويم الميلادي بين سنتي 1482 و1483.

## وفيات
- الكراديسي
- شهاب الدين المنصوري
- عبد الرزاق السمرقندي